# San Felipe (kommun), Colombia
San Felipe är en corregimientos departamentale i Colombia.   Den ligger i departementet Guainía, i den östra delen av landet, 800 km öster om huvudstaden Bogotá. Antalet invånare är 1 362.